# Vino Naranja del Condado de Huelva
Der Vino Naranja del Condado de Huelva (spanisch für Orangenwein aus Condado de Huelva) ist ein aromatisierter Wein aus dem Weinbaugebiet Condado de Huelva. Die gesamte Herstellung und Reifung muss innerhalb dieses andalusischen Weinbaugebiets stattfinden.

## Merkmale
Die Farbe ist zwischen ziegelrot und mahagoni angesiedelt. Im Geruch findet sich eine klare Präsenz von Zitrusaromen zusammen mit Reifearomen, im Geschmack ist das Produkt süß mit Zitrusgeschmack.
Der Alkoholgehalt des Endprodukts muss zwischen 14,5 und 17 Prozent sein. Der Restzuckergehalt muss mindestens bei 130 Gramm pro Liter Orangenwein liegen.

## Herstellung
Dabei wird ein Weißwein mit der geschützten Ursprungsbezeichnung (kurz g.U.; spanisch Denominación de Origen Protegida, kurz DOP) Condado de Huelva mit maximal 14,5 % Alkoholgehalt als Grundlage genommen oder alternativ frischer Traubenmost aus Trauben desselben Weinbaugebiets, dessen Fermentation durch Zugabe von Alkohol gestoppt wurde. 
Außerdem wird Branntwein mit mindestens 200 Gramm Orangenschale pro Liter versetzt und für mindestens 6 Monate in Tanks mit maximal 1000 Litern Kapazität gelagert. Diese alkoholbasierte natürliche Zubereitung wird dann gefiltert und der zuvor beschriebenen Grundlage zugefügt.
Um die Anforderungen an den Zuckergehalt zu erfüllen, wird, falls nötig, noch Traubenmost oder konzentrierter Traubenmost zugesetzt, der auch dem Weinbaugebiet Condado de Huelva stammen muss. Drei Prozent des Endprodukts muss die alkoholbasierte natürliche Zubereitung ausmachen.
Nach der Zusammenstellung muss das Endprodukt zur Reifung mindestens 2 Jahre lang in Eichenfässern lagern, welche eine Kapazität von nicht mehr als 650 Litern haben dürfen.

## Herkunftsbezeichnung
Einen Sonderfall stellt diese Herkunftsbezeichnung insofern dar, als dass sie zwar im spanischen Klassifizierungssystem eine Denominación de Origen (kurz D.O.) ist, im europäischen System jedoch nicht – wie sonst üblich – in der korrespondierenden Stufe einer Denominacion de Origen Protegida (kurz DOP; spanisch für geschützte Ursprungsbezeichnung, kurz g.U.) eingeordnet ist. Stattdessen ist sie im europäischen System eine Indicación Geográfica Protegida (kurz IGP; spanisch für geschützte geografische Angabe, kurz g.g.A.).